# لينا مرواني
لينا مرواني (1970-)، كاتبة وروائية فلسطينية، ولدت في سانتياغو لأب فلسطيني من مدينة بيت جالا وأم إيطالية وتحمل الجنسية التشيلية. وهي إبنة أخت الممثلة نيلي مرواني والممثل الكوميدي ريكاردو مرواني. وجاء اسم عائلتها "مِرواني \ Meruane" من اسم مَروان أو ربّما الاسم يعود إلى شخص ما كان يحمل هذا الاسم في مدينتها الفلسطينية. حاصلة على درجة الدكتوارة في الأدب الإسباني والأمريكي من جامعة نيويورك وتشغل منصب بروفسور أكاديمي وتقوم حالياً بتدريس الأدب والثقافات الأمريكية واللاتينية في ذات الجامعة، وحالياً معارة في جامعة مدريد بإسبانيا لتدريس أدب أمريكا اللاتينية. وكانت مسؤولة شركة Brutas Editoras.
وتعتبر من أهم كتاب التشيلي الذين تناولوا مسيرة الفلسطينيين في أميركا اللاتينية. وترجمت أعمالها من اللغة الإسبانية إلى اللغة الإنجليزية والإيطالية والبرتغالية والألمانية والفرنسية.

## مسيرتها الأدبية
بدأت الكتابة كروائية وصحفية ثقافية. وفي عام 1997 تلقت منحة كتابية من الصندوق الوطني للتنمية الثقافية والفنون (FONDART) لإنهاء كتابها الأول في القصص، وبعد العام الأول نشرت كتابها Las infantas الذي تلقى نقدًا إيجابيًا للغاية من المراجعين التشيليين وكذلك الكاتب روبرتو بولانو.

## قالوا عنها
قال عنها الكاتب التشيلي روبرتو بولانو عام 1999:هنالك جيل من الكتاب (التشيليين) الذين يعدون بالتهام كل شيء ومن الواضح أن اثنين منهم في المقدمة وهم لينا مرواني وأليخاندرا كوستاماغنا.

## مؤلفاتها
كتبت لينا مرواني العديد من الكتب والمسرحيات منها:
- مجموعة Las infantas القصصية، الصادرة عام 1998  في سانتياغو دي تشيلي.
- Póstuma, Planeta, Santiago الصادر عام 2001 في البرتغال.
- Cercada, Cuarto Propio الصادر عام 2000 في سانتياغو دي تشيلي، وأعيد طباعته في 2014 باللغة الإسبانية في البرتغال.
- Fruta podrida, Fondo de Cultura Económica الصادر في عام 2006 سانتياغو دي تشيلي
- Un lugar donde caerse muerta / Not a leg to stand on ( ليست ساقاً للوقوف) رواية صادرة في عام 2012 وترجمت للإنجليزية في عام 2013.
- Volverse palestina (أن تعودي فلسطين) الصادر عام 2013 في الولايات المتحدة الأمريكية. وأعيد طباعته عام 2014 في سانتياغو دي تشيلي. وترجم للعربية عام 2021.
- Seeing Red رواية، الصادرة عام 2016 في الولايات المتحدة الأمريكية والطبعة الأصل كانت بعنوان Sangre en el ojo، وترجمت للغة الإنجليزية.
- Nervous System (الجهاز العصبي) الصادر عام 2019 في تشيلي وإسبانيا والطبعة الأصلية كانت بعنوان Sistema Nervioso الصادرة عام 2017، وترجم للغة الإنجليزية.في عام 2021.

## مقالاتها
كتبت لينا مرواني مقالات عديدة نشر منها: Drunken Boat،The White Review ،Words without Border ،The Literary Review، brown book ،Two Lines حيث نشرت بلغاتٍ عديدة.

## جوائز حصلت عليها
حصلت مرواني على العديد من الجوائز والمنح منها:
- 1998: جائزة (National Council of Culture and the Arts) عن مجموعتها القصصية Las infantas.
- 2006: جائزة (National Council of Culture and the Arts) عن Fruta podrida.
- 2010: جائزة (National Endowment for the Arts) عن رواية Seeing Red.
- 2015: جائزة (Institute of Chilean-Arab Culture Award) عن كتابها Volverse palestina.
- 2015: جائزة ( Cálamo Another Look) عن Fruta podrida
- 2017: جائزة (German Academic Exchange Service) عن Sistema Nervioso.
- 2022: حصلت على وسام الثقافة والعلوم والفنون "مستوى التألق من الرئيس الفلسطيني محمود عباس.
- 2023: جائزة خوسيه دونوسو للأدب الإيبيري الأمريكي[13]